# Carcereiro policial
Carcereiro policial é o policial subordinado a chefia dos investigadores em delegacias e departamentos a chefia dos investigadores diretamente subordinada a autoridade policial delegado de policia de carreira já o carcereiro policial tem a função e é  responsável pela legitimação do preso e pela condução quando necessário e sua guarda até sua transferência para os presídios. sendo a carreira de carcereiro policial de extrema importância para polícia civil.                                                                                                                                                                                                    